# Achtogige bloedzuiger
De achtogige bloedzuiger (Erpobdella octoculata) is een bloedzuiger uit de familie Erpobdellidae. De wetenschappelijke naam van de soort is gepubliceerd in 1758 door Carl Linnaeus in de tiende editie van Systema naturae.

## Kenmerken
De bloedzuiger bereikt een lichaamslengte van 30 tot 70 millimeter. Het lichaam is enigszins afgeplat en zijdelings gekield in het achterste gedeelte, versmalt naar de voorkant toe en is hier cilindrisch. De achterste zuignap is merkbaar groter dan de voorkant, beide zijn zijdelings niet breder dan het lichaam. Boven op het hoofd bevinden zich acht ogen in twee dwarse rijen, deze bestaan uit een komvormig omgekeerd pigmentvlekje waarop de fotoreceptieve cellen zich bevinden. Onder vergrootglas is alleen een zwarte stip te zien. Zoals typerend is voor bloedzuigers, bestaat het lichaam uit segmenten die secundair zijn verdeeld in oppervlakkige "krullen" (annuli). In het geslacht Erpobdella bestaat elk segment uit vijf ringen, die, in tegenstelling tot verwante geslachten (Dina, Trocheta), even breed zijn.
De achtogige bloedzuiger varieert sterk in kleur van roodbruin tot groenachtig, er zijn zowel zeer lichte als zeer donkere dieren (polymorfe soorten). Verreweg de meest voorkomende individuen vertonen op de bruine rugzijde een roosterpatroon van gele pigmentvlekken, wat soorttypisch is en waardoor de de achtogige bloedzuiger meestal te onderscheiden is van andere Erpobdella-soorten. Dit patroon wordt zelden verminderd of vervangen door twee onduidelijke donkere lengtebanden (vergelijkbaar met Erpobdella vilnensis). Kleur en markeringen verdwijnen bij behoud, bijvoorbeeld bij alcohol. In geval van twijfel moeten de dieren worden bepaald aan de hand van de positie van de genitale openingen, die bij deze soort op het twaalfde segment en twee en een halve ring uit elkaar liggen. De achtogige bloedzuiger heeft geen verheven papillen aan de oppervlakte (integument), maar af en toe kleine wratten.

## Ecologie
Gerolde bloedzuigers zijn te vinden in een verscheidenheid aan waterlichamen, zowel stromend als stilstaand; hij staat onverschillig tegenover de stroomfactor. Het komt voor in brak water met een zoutgehalte van maximaal vijf delen per duizend. In grote rivieren wordt hij meestal vervangen door andere buikpotige soorten, maar is niet geheel afwezig.

## Taxonomie
De soort die in 1758 door Linnaeus werd genoemd, is tevens de typesoort van het geslacht Erpobdella, aangezien hij heel gebruikelijk is in beken en rivieren en de eerste soort was die het geslacht beschreef. Hoewel er talloze kleur- en pigmentvarianten zijn die ooit als ondersoorten werden beschreven, wordt E. octoculata L. 1758 nu beschouwd als een polymorfe soort die wordt gekenmerkt door talrijke variëteiten. De oorzaken van het ontstaan van deze varianten zijn onbekend.

## Ecologie en evolutie
Volwassen individuen voeden roofzuchtig door muggenlarven (Chironomus) en Tubifex in hun geheel op te zuigen met behulp van hun gespierde slokdarm. Aangezien deze prooi-organismen bijzonder vaak kunnen voorkomen in water dat is vervuild met rioolwater (eutroof), zijn daar dichte populaties tot 900 individuen / m² aangetroffen. De bloedzuiger zuigt ook op grotere, dode prooi-organismen, bijvoorbeeld regenwormen, schaaldieren of vissen, waarbij weefseldelen worden afgescheurd en opgenomen. 
Enkele dagen na de paring produceren de staartvinnen (van april tot oktober) soortspecifieke, gelijkmatig ovale, lichtbruin gekleurde cocons, waaruit 4 tot 6 jongen uitkomen. De afzetting van de cocons is meerdere malen beschreven. Bij het onderzoek van aquariumpopulaties in het begin van de jaren tachtig merkte de evolutiebioloog Ulrich Kutschera op dat volwassen individuen die geen klauwen produceren, de opkomende of vers gelegde (zachte) cocons van soortgenoten opzuigen of opzuigen en zo vernietigen. Moeders vallen echter nooit hun eigen cocons aan. Dit intraspecifieke cocon-kannibalisme leidt vermoedelijk tot regulering van de bevolkingsdichtheid in goed gevoede, gestaag groeiende reproductieve gemeenschappen.
De soort E. testacea, die nauw verwant is aan E. octoculata, bewoont in tegenstelling tot de bloedzuigers staande poelen en vertoont vermoedelijk hetzelfde coconetende gedrag.